# Рандан, Ги-Мишель де Дюрфор
Ги-Мишель де Дюрфор де Лорж (фр. Guy-Michel de Durfort de Lorges; 26 августа 1704 — 6 июня 1773, Курбевуа), герцог де Лорж и де Рандан — французский военачальник, маршал Франции.

## Биография
Сын Ги-Никола де Дюрфора, герцога де Кентен-Лоржа, и Катрин-Женевьевы Шамийяр.
Первоначально известный как граф де Лорж, в 1719 году поступил в мушкетеры.
5 января 1720 стал кампмейстером кавалерийского полка Сен-Симона, затем расформированного, а 6 октября 1723 получил патент на командование полком своего имени.
В июле 1728 отец отказался в его пользу от титула герцога де Кентена и Ги-Мишель принял куртуазный титул герцога де Дюрфора.
10 мая 1730, после отставки герцога д'Аркура, назначен генеральным наместником Франш-Конте. В мае 1733 получил в дар от тетки сеньорию Рандан, после чего получил титул герцога-пэра де Рандана и передал титул герцога де Дюрфора младшему брату Ги-Луи.
В октябре 1733 направлен со своим полком в Италию, участвовал во всех осадах в ходе завоевания Миланской области, и вернулся во Францию в апреле 1734. В 1734—1735 годах служил в Рейнской армии, участвовал в осаде Филиппсбурга. Бригадир (1.08.1734).
Лагерный маршал (1.01.1740), сложил командование полком. 15 марта 1741 назначен командующим во Франш-Конте. 1 августа был направлен в Маасскую армию маршала Майбуа, 3 сентября выступил из Живе с 4-й дивизией, которую привел в Вестфалию. Зимой командовал в Мюнстер-Эйфельде под началом де Водре.
В августе 1742, во время марша в Богемию, командовал 3-й дивизией, участвовал в различных стычках на богемской границе, содействовал снятию противником осады Браунау. Зиму провел во Франш-Конте, где оставался до лета 1744.
1 апреля 1744 назначен в Рейнскую армию, к которой присоединился в августе. Был в деле при Хагенау и осаде Фрайбурга, после чего вернулся в свою провинцию.
Рыцарь орденов короля (1.01.1745), получил цепь ордена Святого Духа 2 февраля.
1 апреля 1745 направлен в Рейнскую армию принца Конти. Генерал-лейтенант (1.05.1745, приказ объявлен в октябре).
1 мая 1746 снова назначен в армию принца Конти, участвовал в осадах Монса и Шарлеруа. Присоединился к Фландрской армии Морица Саксонского, сражался в битве при Року, после чего вернулся во Франш-Конте, где оставался до конца войны.
В 1753 и 1754 годах командовал в лагере в Гре. 8 марта 1755 назначен губернатором города и цитадели Блая.
В 1757—1758 годах служил в Германской армии под командованием маршалов Эстре и Ришельё, и графа де Клермона, участвовал в битве при Хастембеке и оккупации Ганноверского курфюршества. В июне 1758 вернулся во Франш-Конте, где командовал до конца войны. 23 июля король в знак признания заслуг предоставил герцогу доступ в свою Палату.
В январе 1768 пожалован в маршалы Франции.

## Семья
Жена (13.07.1728): Элизабет-Филиппина де Пуатье де Ри (23.12.1715—23.08.1773), единственная дочь Фердинана-Жозефа де Ри де Пуатье д'Англюра, называемого графом де Пуатье и де Нёшатель, и Мари-Женевьев-Жертрюд де Бурбон-Малоз
Дочь:
- Мари-Женевьева (3.02.1735—10.12.1762), называемая мадемуазель де Рандан. Муж (18.02.1751): Жан-Бретань-Шарль-Жоффруа де Латремуй (1737—1792), герцог де Туар